# The Chosen Few
The Chosen Few es un álbum recopilatorio de la banda británica de heavy metal Judas Priest, publicado el 11 de octubre de 2011 por el sello Legacy Recordings. Previamente el 10 de octubre se lanzó en el sitio AOL Music vía streaming.
Contiene diecisiete canciones que fueron escogidos por diferentes artistas del heavy metal y del hard rock. Según Rob Halford en una entrevista a la revista Rolling Stone mencionó; «es una colección de temas escogidos por nuestros amigos y colegas respetados». Cabe decir que en el librillo de notas al interior del disco, cada uno de los músicos da su opinión con respecto al tema escogido.
Durante su primera semana luego de su publicación vendió más de 1300 copias solo en los Estados Unidos.

## Lista de canciones
| N.º | Título                                             | Escritor(es)                            | Artista(s) seleccionador(es)                             | Duración |  |
| 1.  | «Diamonds & Rust»                                  | Joan Báez                               | Joe Elliot (Def Leppard)                                 | 3:28     |  |
| 2.  | «Dissident Aggressor»                              | Rob Halford, K.K. Downing, Glenn Tipton | Steve Vai, Geoff Tate (Queensrÿche)                      | 3:07     |  |
| 3.  | «Exciter»                                          | Halford, Tipton                         | Miembros de la banda Accept                              | 5:34     |  |
| 4.  | «Beyond the Realms of Death»                       | Halford, Les Binks                      | Lars Ulrich (Metallica)                                  | 6:53     |  |
| 5.  | «Delivering The Goods»                             | Halford, Downing, Tipton                | Kerry King (Slayer)                                      | 4:16     |  |
| 6.  | «The Green Manalishi (With the Two Pronged Crown)» | Peter Green                             | David Coverdale (Whitesnake), Randy Blythe (Lamb of God) | 3:23     |  |
| 7.  | «The Ripper»                                       | Tipton                                  | Ozzy Osbourne                                            | 2:50     |  |
| 8.  | «Victim of Changes»                                | Al Atkins, Halford, Downing, Tipton     | James Hetfield (Metallica)                               | 7:47     |  |
| 9.  | «Breaking the Law»                                 | Halford, Downing, Tipton                | Lemmy (Motörhead)                                        | 2:35     |  |
| 10. | «Rapid Fire»                                       | Halford, Downing, Tipton                | Vinnie Paul (Pantera, Hellyeah)                          | 4:08     |  |
| 11. | «Grinder»                                          | Halford, Downing, Tipton                | Zakk Wylde (Black Label Society)                         | 3:58     |  |
| 12. | «Living After Midnight»                            | Halford, Downing, Tipton                | Alice Cooper, Geezer Butler (Black Sabbath)              | 3:31     |  |
| 13. | «Screaming for Vengeance»                          | Halford, Downing, Tipton                | Slash (Guns N' Roses, Velvet Revolver)                   | 4:43     |  |
| 14. | «You've Got Another Thing Comin'»                  | Halford, Downing, Tipton                | Klaus Meine (Scorpions), Corey Taylor (Slipknot)         | 5:07     |  |
| 15. | «The Sentinel»                                     | Halford, Downing, Tipton                | Chris Jericho (Fozzy)                                    | 5:04     |  |
| 16. | «Turbo Lover»                                      | Halford, Downing, Tipton                | Jonathan Davis (Korn)                                    | 5:33     |  |
| 17. | «Painkiller»                                       | Halford, Downing, Tipton                | Joe Satriani                                             | 6:06     |  |